# 취약종

취약종(脆弱種, vulnerable species)이란 국제자연보전연맹에서 생존위협과 번식환경이 개선되지 않으면 절멸위기에 빠질 가능성이 높다고 분류한 생물종이다.
보존상태의 취약성은 서식지 파괴가 주된 원인이다. 야생의 취약종이라 할지라도 인간에게 사육되는 개체는 풍부한 경우도 있다(예: 군대앵무).
2012년 기준으로 동물 4728종, 식물 4914종이 취약종으로 분류되어 있다. 1998년에는 동물과 식물이 각각 2815종, 3222종이었다.

## 같이 보기
- 분류:IUCN 적색 목록 취약종